# Swallow (voilier)
Pour les articles homonymes, voir Swallow.
Le Swallow est une classe de quillard de sport, qui fut série olympique en quillard à deux équipiers pour les Jeux olympiques de 1948.

## Historique
Le Swallow a été conçu par l'architecte naval Tom Thornycroft en 1946. Pour les Jeux de Londres de 1948, dont les épreuves de voile ont été disputées dans la baie de Torbay, deux nouveaux quillards font leur apparition : le Swallow et le Dragon ; le Dragon comme quillard à 3 équipiers, le Swallow pour 2 équipiers, alignant 14 concurrents.

## Caractéristiques
Le Swallow est un quillard de 25 pieds (environ 7,7 mètres) dont le safran est dans le prolongement du voile de quille.
Doté d'un foc et d'un spinnaker comme voiles d'avant, son gréement aux 3/4 est à un étage de barres de flèche et un pataras. À l'origine il comportait un guignol en tête de mât.
La coque doit peser au moins 358 kg et la quille au plus 608 kg.

## Flottes
Le Swallow est série nationale au Royaume-Uni. L'Aldeburg Yacht Club dispose en 2009 de huit bateaux en état de régater.